# Nicolás Dujovne
Nicolás Dujovne (Buenos Aires, 18 de mayo de 1967) es un economista argentino, miembro de la Unión Cívica Radical, que ejerció como ministro de Hacienda de la Nación entre enero de 2017 y agosto de 2019 durante el gobierno de Mauricio Macri.

## Biografía
La familia Dujovne, de origen asquenazí, tiene presencia en la Argentina principios del siglo XX. La familia se estableció en la Colonia Basavilbaso, provincia de Entre Ríos, una localidad que recibió muchos colonos judíos como parte del proyecto Jewish Colonization Association (JCA), fundado por Moritz von Hirsch auf Gereuth.
Berardo Dujovne, hijo de Israel y padre de Nicolás, es un destacado arquitecto, exdecano de la Facultad de Arquitectura, Diseño y Urbanismo de la Universidad de Buenos Aires, de la que también fue vicerrector. Desde 1964, Berardo dirigió el estudio Dujovne-Hirsch junto a su esposa, la arquitecta Silvia Hirsch, madre de Nicolás.
Nicolás Dujovne nació en Buenos Aires en 1967. Se crio en la ciudad de Vicente López. Hizo sus estudios primarios en la Nueva Escuela Argentina 2000. Realizó sus estudios secundarios en el Colegio Nacional y Comercial de Vicente López.
Está casado con Carolina Yellati, con quien tiene tres hijos. Residen en el barrio porteño de Bajo Belgrano Es hincha de River Plate.
Desde 2001 hasta 2011 fue economista del Banco Galicia. En el año 2002 el fiscal Luis Moreno Ocampo llevó a cabo una investigación sobre irregularidades en el Banco, imputando al titular de la SIDE del político Fernando de la Rúa, Fernando de Santibañes y su ministro de Justicia Ricardo Gil Lavedra, por "tráfico de influencias" en beneficio de directivos del Banco Galicia entre ellos Dujovne en una causa judicial. Según Ocampo, el gobierno de De la Rúa, envió a un emisario en nombre de Gil Lavedra que "operara" en la causa a favor de Eduardo Escasany, presidente del Galicia.

### Formación
Estudió en la Facultad de Ciencias Económicas de la Universidad de Buenos Aires, donde se graduó como Licenciado en Economía en 1990.
Cursó estudios de posgrado en el Instituto Di Tella y luego se desempeñó como profesor de la materia “Tópicos de Administración Bancaria” en el Master en Finanzas de la Universidad Torcuato Di Tella.

### Actividad profesional
Entre 1991 y 1992, se desempeñó como economista en Citibank Argentina, donde comenzó su carrera profesional en el ámbito financiero. Entre 1993 y 1994, trabajó como economista senior en el estudio Alpha. Posteriormente, entre 1994 y 1997, ocupó el mismo rol en la consultora Macroeconómica S.A.
Entre 2001 y 2011 fue economista jefe del Banco Galicia. En 2011 fundó su propia consultora, Dujovne y Asociados, que dirigió hasta 2016. Ha sido consultor del Banco Mundial.
Dujovne adquirió notoriedad en los medios de comunicación como columnista del diario La Nación desde 2011 y, desde 2015, acompañando al periodista Carlos Pagni en el programa de televisión Odisea Argentina, emitido por la señal Todo Noticias.
Entre abril y diciembre de 2016 ejerció como Director Titular Independiente del Banco Patagonia.

### Actividad política
Aunque no tiene afiliación partidaria tuvo una extensa relación con el radicalismo.
Durante su colegio secundario, tuvo una breve militancia en la juventud del Partido Intransigente.
Entre 1997 y 1998, fue jefe de asesores del viceministro de Economía Pablo Guidotti. Durante la presidencia de Fernando de la Rúa, se desempeñó como representante del Ministro de Economía ante el Directorio del Banco Central de la República Argentina e integró el directorio de Papel Prensa S.A. en representación del Estado Nacional.
En las elecciones de 2011, integró el equipo del candidato presidencial Ricardo Alfonsín.
Entre 2012 y 2016, fue asesor del senador radical Luis Petcoff Naidenoff.
Entre 2014 y 2015, se desempeñó en los equipos técnicos de la Fundación Pensar (2014-2015) preparando diagnósticos y propuestas en materia de finanzas pública.desde su puesto como asesor en el senado del bloque PRO fue llamado el principal “promotor” de “Odisea Argentina” ya que el programa se financia a con pauta del Senado a través de Contrataciones Directas realizadas por la vicepresidente Michetti. Diferentes medios remarcaron que no conocían sus funciones, siendo uno de los tantos ingresos que se dieron con el desembarco del PRO en el Senado junto ala gran la cantidad de miembros de la Fundación SUMA que arribaron junto con Gabriela Michetti que fueron designados como asesores.

## Ministro de Hacienda (2017-2019)

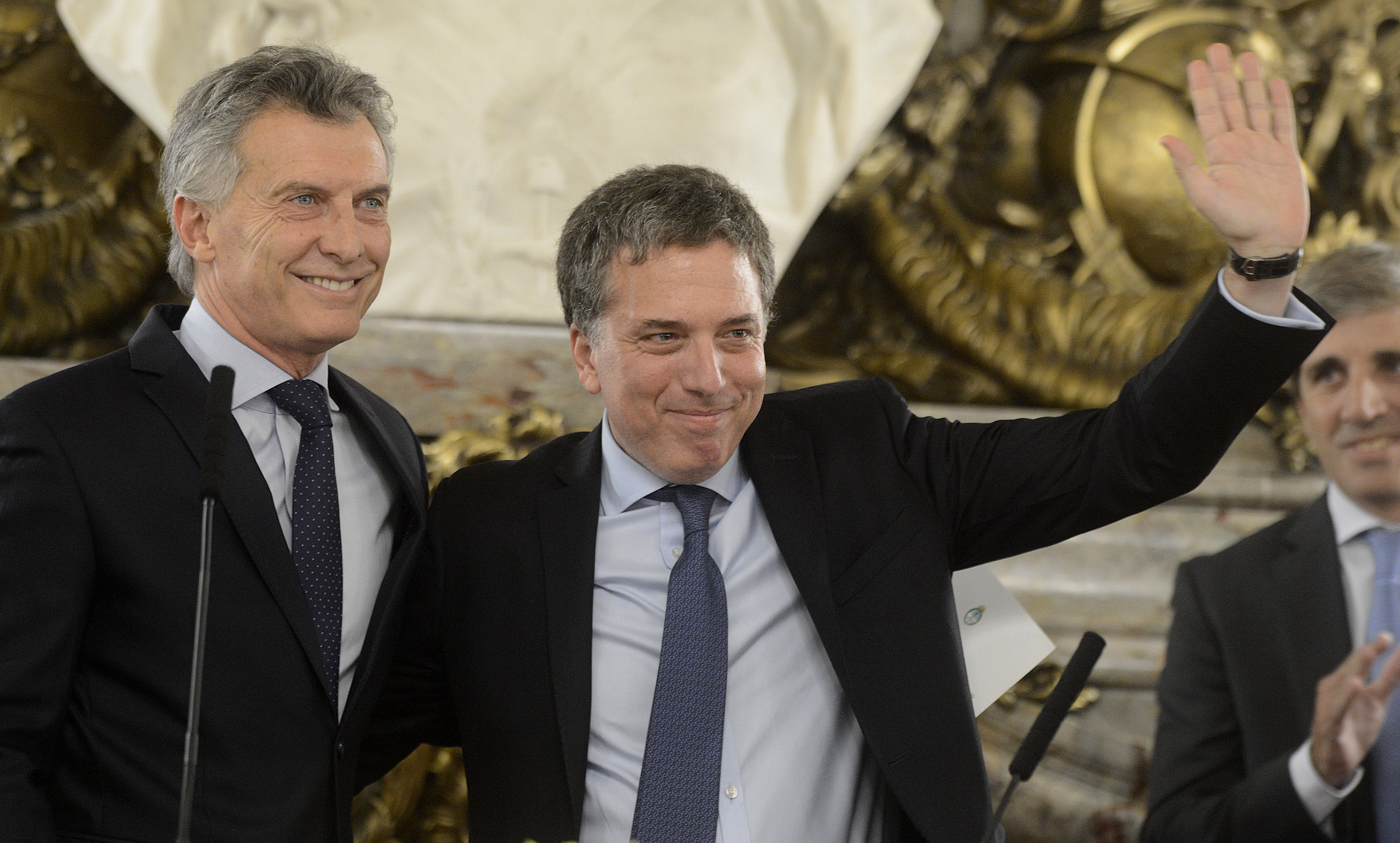
Dujovne junto con Mauricio Macri en la ceremonia de juramento como ministro.

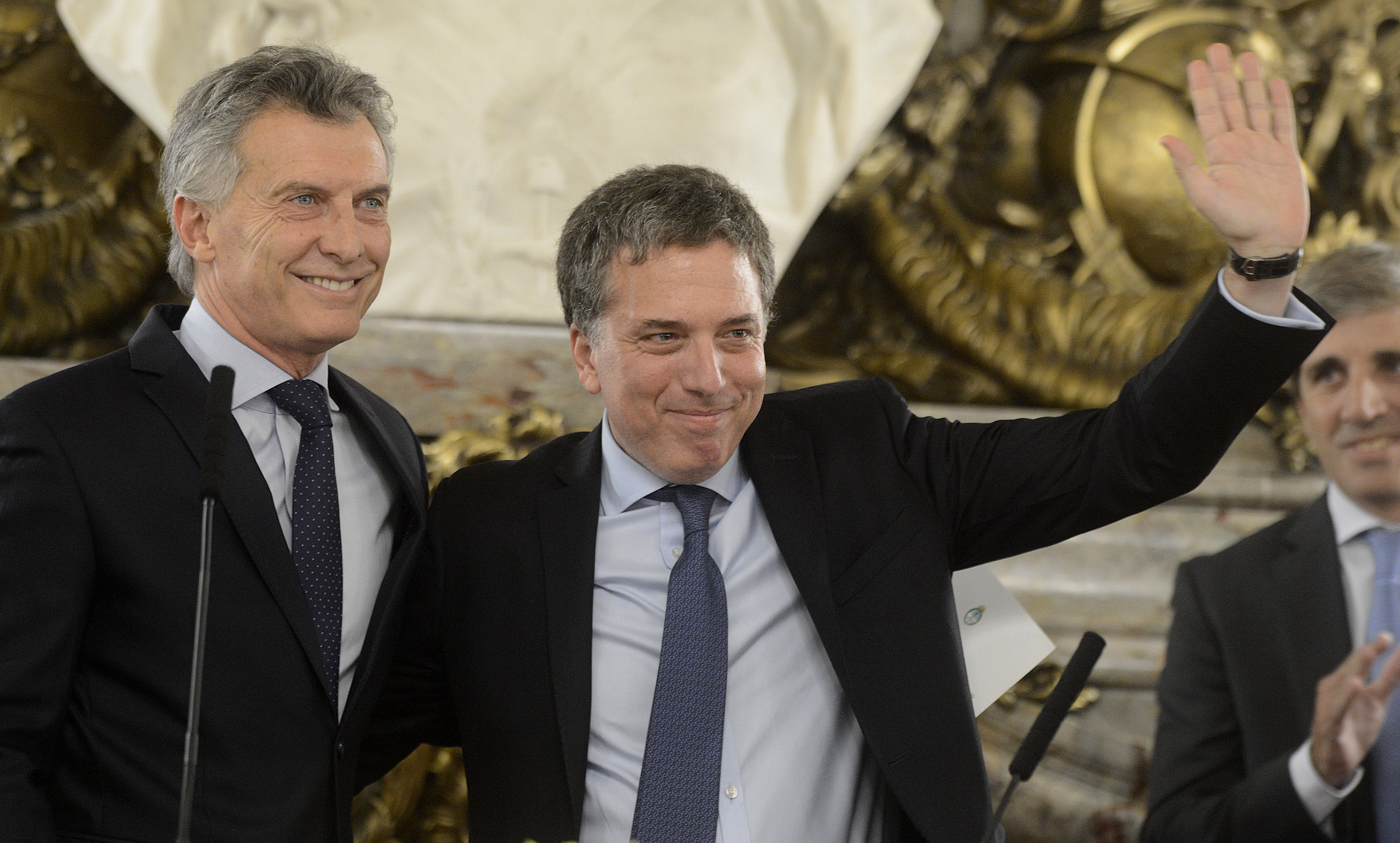
Dujovne junto con Mauricio Macri en la ceremonia de juramento como ministro.

El 26 de diciembre de 2016, se anunció la renuncia de Alfonso Prat-Gay y la división del Ministerio de Hacienda y Finanzas Públicas en dos, siendo Dujovne nombrado como ministro de Hacienda desde enero de 2017. Asumió el 10 de enero de 2017. Nombró cómo secretarios Rodrigo Pena, en Hacienda, Sebastián Galiani, en Política Económica, y Bernardo Saravia Frías, en Legal y Técnica; Ariel Sigal, jefe de Gabinete, y Guido Sandleris, jefe de asesores. En mayo, Ignacio Pérez Cortés, asumió como nuevo Secretario de Legal y Técnica del Ministerio, luego de la renuncia de Saravia Frías, quien asumió como procurador del Tesoro de la Nación.
  En 2018 trabajadores de los Ministerios de Hacienda, a cargo de Nicolás Dujovne, y de Producción, dirigido por Francisco Cabrera, denunciaron que mientras se despidian a ciento de empleados, ambos ministros habilitaron el pago de sobresueldos a funcionarios políticos designados por el macrismo que en algunos casos alcanzaban a los 174 mil pesos.En el Boletín Oficial de este jueves 22 de marzo se publicó la Resolución 169/2018 firmada por Nicolás Dujovne. Allí se beneficia a los asesores Santiago Afonso, Agustín Bruno, Guillermo Antonio Cruces, Fabián Gustavo Dall’o y Juan Emilio Mariscal pertenecientes ala juventud PRO. Ese mismo año en el marco de anuncios de medidas de ajuste una denuncia puso bajo la lupa al Ministerio de Hacienda nacional y a su titular, Nicolás Dujovne, por realizar gastos personales a cuenta del Estado, el ministro utilizó taxis aéreos para reuniones de rutina, pagó cáterin en su casa y hasta pidió golosinas para su oficina cargando los gastos a cuenta del ministerio. Días después se conoceria que había pagado hoteles de vacaciones en el exterios, masajiastas personales con dinero de la caja chica del Ministerio ese mismo mes el ministro gastó al menos 170.000 para vuelosn aviones privados, organizó cenas en su casa con un gasto en promedio de 3.000 por persona y derivó fondos públicos para comprar su golosina preferida. Dujovne también quedó apuntado por los gastos de la caja chica del ministerio que tiene a su cargo. El ministro, según el informe, organizó un festejo en su casa. El jefe de la bancada opositora Agustín Rossi pidió interpelar al ministro tras revelarse es caso de gastos personales con dinero público,
El diputado afirmó que es un claro caso de malversación de fondos públicos. Anteriormente Dujovne había sido citado para brindar explicaciones por el blanqueo de 20 millones de su patrimonio antes de su asunción como funcionario. Mientras que el presidente Macri justifico en tono jocoso los gastos del ministo argumentando que Dujovne: "Es un consumidor del Chocoarroz" En 2019 fue investigado sistema de recaudación ilegal y coimas a partir de una denuncia al exfuncionario Rodrigo Sbarra cuando personal de limpieza encontró sobres de diez mil dólares olvidados por el funcionario macrista Sbarra en su despacho. si En 2014 Nicolás Dujovne, había sido acusado de evadir impuestos a través de una empresa extranjera Florentine Global con sede en un paraíso fiscal. Con dicha empresa habría blanqueado 20 millones de pesos producto de la elusión fiscal cinco meses antes de llegar al gobierno.
El 26 de diciembre de 2016 renuncia Alfonso Prat-Gay y la división del Ministerio de Hacienda y Finanzas Públicas en dos, siendo Dujovne nombrado como ministro de Hacienda desde enero de 2017. Durante su gestión lanzó una línea de créditos Posteriormente se reconoció que el plan tenía un bajo atractivo entre los ciudadanos y que tras 34 meses de funcionamiento apenas se otorgaba en promedio de 75 créditos mensuales. También lanzó el Plan Alquilar, al cual solo 10 familias de las 15 mil inscriptas pudieron acceder y tuvo un costo de con un costo de 80 millones de pesos en publicidad. Su gestión se vio envuelta en una controversia por la venta de terrenos en Casa Amarilla al club Boca Juniors, del que el entonces jefe de Gobierno porteño, Mauricio Macri, fue presidente. La Corporación del Sur tasó los terrenos a través del Banco Ciudad en 180 millones en 2014 y llamó a una licitación pública calificada como direccionada, en la cual solo el Club Atlético Boca Juniors podía cumplir con los requisitos. Jonatan Baldiviezo, representante de los vecinos presentó finalmente una denuncia ante la Justicia por una serie de manejos y maniobras que está llevando a cabo el Gobierno de la Ciudad para transferir esos terrenos al club Boca Juniors. Asumió el 10 de enero de 2017. Nombró cómo secretarios Rodrigo Pena, en Hacienda, Sebastián Galiani, en Política Económica, y Bernardo Saravia Frías, en Legal y Técnica; Ariel Sigal, jefe de Gabinete, y Guido Sandleris, jefe de asesores. En mayo, Ignacio Pérez Cortés, asumió como nuevo Secretario de Legal y Técnica del Ministerio, luego de la renuncia de Saravia Frías, quien asumió como procurador del Tesoro de la Nación. Un mes luego de asumir se refirió a su fortuna personal después de que se revelara en abril que habría evadido impuestos de una de sus empresas asentadas fuera del país y que adhirió al blanqueo de capitales no declarados impulzado por Mauricio Macri antes de asumir su cargo. Entre diciembre 16 y marzo de 2017, se cerraron 3198 empresas en la Argentina, a razón de siete por día lo que llevó  al crecimiento del desempleo a dos dígitos. la inversión extranjera cayó un 50 por ciento, ese año ingresó a Argentina la mitad de inversión extranjera que en 2015 debido a los cambios en la política cambiaria que posibilitaron la salida de dólares. En este sentido hubo ingresos por 6000 millones de dólares en Argentina en 2016, la mitad de lo recepcionado en 2015 y solo un 10 % de lo que le correspondió en 2016 por Brasil, según los datos del informe de la Conferencia de las Naciones Unidas sobre Comercio y Desarrollo.Durante su gestión empresas que se marcharon del país junto con la paralización  de inversiones en otras como Coca-Cola, Peugeot, Honda, Molinos Cañuelas, Fate, lácteos Verónica, La Suipachense, Carrefour, Zanella, Garbarino, Villa del Sur, Editorial Atlántida, Metalpar y la ex Nidera, mientras que  grandes empresas sufrían pérdidas operativas. Arcor, Molinos Río de la Plata y Mastellone entre otras entraron en procedimientos preventivos de crisis, retiros voluntarios y despidos, achicamiento de horas de trabajo, quiebras y cierres.
El 20 de mayo de 2018 el presidente Mauricio Macri decidió quitarle la coordinación económica a los vicejefes de Gabinete Mario Quintana y Gustavo Lopetegui para pasársela al ministro de hacienda. Los ministerios de Finanzas, Producción, Energía, Transporte, Interior y Modernización quedaron bajo la órbita de Dujovne. Esto fue formalizado en junio a través del decreto 576/2018. Dujovne vio tambalear su puesto en septiembre de 2018, cuando tras la corrida cambiaria de ese año la gobernadora bonaerense María Eugenia Vidal lo responsabilizó por el traslado de 35 mil millones de los subsidios al transporte, las empresas energéticas y por la licuación del Fondo del Conurbano. Para fines de 2018 diferentes medios destacaban la incertidumbre sobre la evolución de la inflación y del tipo de cambio, tras un 2018 en que se dispararon los precios domésticos a una tasa anual de 50% y el dólar duplicó su valor. En el transcurso de 2018 el peso argentino perdió más de la mitad de su valor, con una devaluación acumulada del 125,3% en 2018 y un 310 por ciento desde diciembre de 2015 siendo por segundo año consecutivo la moneda más devaluada del mundo. El 28 de agosto de 2019 dispuso unilateralmente un default sobre cuatro letras de corto plazo del Tesoro Nacional (Lecap, Lecer, Letes y Lelinks), así como proponerles una postergación forzada del plazo de pago a los acreedores de títulos de deuda, tanto bajo legislación argentina como bajo legislación extranjera. Con el objetivo de estabilizar el valor peso lanzó una batería de medidas de corte monetarista, basada en desregulación cambiaría, aumento de las tasas de interés y control de la emisión. Para fines del año 2018 el peso argentino era la moneda que más valor había perdido a lo largo del año, superando incluso la pérdida de valor del bolívar venezolano. El peso argentino fue la moneda emergente que más valor perdió en 2017, 2018 y nuevamente en 2019.
Perdiendo el 50% de su valor en los últimos meses de 2018, junto con el derrumbe del precio de las acciones y los bonos argentinos.
Su gestión quedó marcada por los resultados negativos, con la inflación más alta en 27 años y un aumento de la desocupación y la pobreza.  Durante su paso por el ministerio la desocupación subió al 10,1% en junio de 2019 y la pobreza alcanzó el nivel récord de 32% y afecta a más de 14 millones de argentinos. Además de un fuerte aumento del déficit cuasi fiscal que llegó 4% del PBI, con intereses mensuales que rondaban los 83 mil millones. Esto obligó al gobierno a en 2018 a tomar el préstamo más grande de la historia del Fondo Monetario Internacional para intentar sanear las cuentas públicas. se caracterizó por un aumento en el presión impositiva. En 2018 Argentina se ubicó como el país con mayor presión tributaria del mundo, mientras que en 2018 Argentina se ubicó como el segundo país con una mayor “tasa total de impuestos y contribuciones” que deben pagar las empresas a nivel mundial. En 2019 Argentina llegó a la carga impositiva más alta en los últimos 60 años durante la administración de Cambiemos. Durante su gestión, en 2018, su país pidió un rescate de 44 000 millones de dólares al Fondo Monetario Internacional (FMI). pese a que nueve meses levantó un cartel en TN con la consigna "No volvamos al fondo" tras explicar las desventajas de endeudarse con el organismo.
El 17 de agosto de 2019 Dujovne presentó su renuncia tras una semana donde las reservas del Banco Central acumularon la semana pasada una baja cercana a los U$S 4.000 millones en medio de una corrida cambiaria que elevó el valor del dólar de 46 a 59 pesos en menos de 72 horas, una devaluación del 33 %. La economía se encontraba en plena recesión, con la caída de la producción y del consumo, un índice de inflación entre los más altos del mundo por encima del 50% anual, un derrumbe de acciones argentinas y una disparada del riesgo país cercano a los 2000 puntos, tasa máxima desde noviembre de 2001 y la segunda mayor del mundo tras Venezuela. Durante su gestión el país alcanzó una presión tributaria récord y anunció la vuelta a las retenciones por exportaciones agrícolas En 2019 anunció que se impondrían retenciones a las exportaciones de servicios.  Incremento abrupto de la deuda externa para sostener un elevado gasto público
Según medios de comunicación en dicha corrida, Dujovne tuvo una ganancia de $43.808.000, según su declaración jurada. En 2019 comenzó a ser investigado tras descubrirse la información solicitada a la Inspección General de Justicia sobre Natal Inversiones SA, la empresa que adquirió las acciones que Socma empresa del presidente Mauricio Macri que tenía en Ausol, para determinar las condiciones en que se efectuó la venta de los papeles de la empresa de Macri, cuyo valor se disparó un 400% tras los aumentos de las tarifas y la prórroga del contrato en cuestión, en la causa se investigan las maniobras del Poder Ejecutivo para extender los contratos de los accesos a la Ciudad de Buenos Aires, sin llamado a licitación, y el reconocimiento a la empresa Ausol S.A propiedad de la familia Macri de 500 millones de dólares mediante un fraude millonario contra en las concesiones de los peajes de la Panamericana y el Acceso Oeste,  en manos de Ausol.

### Gestión en materia fiscal
El 17 de agosto de 2017, presentó el proyecto de Ley de Responsabilidad fiscal.
 Ese mes la revista Noticias publicó una investigación donde daba cuenta que Dujovne había evadido impuestos de su empresa Florentine Global e ingresó al blanqueo de capitales por 20,1 millones, pocos meses antes de asumir como ministro de Hacienda. En su última declaración jurada Dujovne informó bienes por $ 97 millones —la mayoría en el exterior—, tres depósitos por más de 54 millones, una firma registrada fuera del país Florentine Global por 20 millones y las empresas Para Bien SA y Jilym Company SA en paraísos fiscales.
Su gestión se caracterizó por un aumento en el presión impositiva. En 2017 Argentina se ubicó como el país con mayor presión tributaria del mundo, mientras que en 2018 Argentina se ubicó como el segundo país con una mayor “tasa total de impuestos y contribuciones” que deben pagar las empresas a nivel mundial. En 2019 Argentina llegó a la carga impositiva más alta en los últimos 60 años, según estimaciones privadas, una suba de 1,3 puntos del producto respecto del año anterior y de 2,2% del PBI en relación con los dos primeros años de la administración de Cambiemos. Esta suba en la presión impositiva estuvo dada principalmente por el aumento en las retenciones a las exportaciones que llegaron al récord del 3.4 % del PBI para 2019. En septiembre de 2018 se había anunciado la imposición de retenciones a todas las exportaciones de bienes y servicios argentinos. Según un informe de la Sociedad Rural Argentina, la presión tributaria a productores rurales a consecuencia de las nuevas retenciones lanzadas por Dujovne se elevaron al 91 % para el sector agrícola.
Durante su gestión continuó con la eliminación de subsidios y aumento de tarifas, que llegaron a acumular más de 3500 % desde que el presidente Mauricio Macri asumió el poder en diciembre de 2016, con incrementos acumulados promedio del 3624 % en energía eléctrica, de 2401 % en gas natural, y de 1025 % en agua potable, 1118 % en peajes, 601 % en el boleto del tren, 494% en colectivos y un 322% en subtes.
En el primer bimestre de 2017 el déficit fiscal ascendió a 23 160 millones de pesos, un 45 % más que enero-febrero del 2016, mientras que el cuasi fiscal dejó una pérdida de 35 556 millones, un 56 % de aumento. En tanto en su tercer mes de gestión el déficit primario se disparó en un 71% en abril contra el mismo mes del año anterior, mientras que el déficit financiero tuvo un aumentó del 187% interanual. Hacia mayo de 2017 se advirtió que el déficit fiscal era récord, 2017 tendrá el tercer déficit fiscal más alto de la historia argentina, por encima del 7 %, el tercero más elevado de la historia sólo superado por el Rodrigazo y el pico registrado durante la presidencia de Raúl Alfonsín. Mientras otras consultoras estimaron que ese año terminaría con un déficit del 7,9% del PBI en 2017. Sumado al déficit cuasifiscal del stock de deuda en Lebacs y Letes que aumentó a 900 000 millones de pesos, y para fin de año, calcula el economista Luis Secco, será de unos 1,2 billones de pesos, es decir, unos 75 000 millones de dólares. Eso es el 14 % del PBI, considerándose un déficit fiscal disfrazado o déficit cuasifiscal. Con la asunción de Nicolás Dujovne en el Ministerio de Hacienda en 2017, la metodología para medir el déficit fiscal volvió a cambiar por segunda vez en dos años, varios especialistas objetaron la nueva forma de medir el déficit, señalando una manipulación estadística en vistas de mostrar una reducción irreal del mismo.
El 19 de julio del 2017 Dujovne anunció que cumplió las metas de déficit.
Como una de sus primeras medidas revocó una medida tomada en 2005 por el entonces ministro Roberto Lavagna, eliminando uno de los últimos controles de capitales golondrina que le quedaban al país y que establecía 56 días de plazo mínimo de permanencia en el país de las inversiones extranjeras, que había establecido el gobierno anterior. En el primer año de gestión, la salida de dólares por argentinos en el exterior anotó picos de 1143 millones, un 70 % más que el año 2016. Durante los primeros dos meses de 2017 se fugaron casi 4000 millones de dólares estadounidenses, la suma más grande desde 2003, superando en un 83,9 % al promedio de los últimos quince años, siendo la mayor fuga de capitales desde la crisis de 2001-2002.
La deuda pública se disparó en su segundo año y llegó casi al 95% del PBI en el tercer trimestre de 2018, siendo el endeudamiento de 2018 más alto desde 2004, mientras que la deuda pública en dólares subió 75,4% en 2018. Además el riesgo país se disparó en 2018 132%. El tercer trimestre de 2016, poco antes de su ingreso, la deuda externa total era de u$s188.778 millones que se elevó durante su gestión en 2019 a u$s275.828 millones.
	En 2019 hubo otra devaluación de más del 50 %, una fuga de capitales que llegó a ser récord histórico, una inflación anual superior al 57 % que fue la más alta en 30 años, una caída del salario real superior al 10 % durante ocho meses que no llegó a ser compensada, y la pobreza aumentó de 27.3 % en el primer semestre de 2018 a 35.4 % en el primer semestre de 2019, que llevó a 3.7 millones de personas de la clase media a caer bajo la línea de pobreza. En diciembre de 2019, el Observatorio de la Deuda Social de la Universidad Católica Argentina informó que según sus datos, los indicadores sociales empeoraron considerablemente durante el mandato de Macri; la pobreza aumentó un 36 % pasando del 30 % de la población en 2015, al 40.8 % en el tercer trimestre de 2019, mientras que la indigencia (alimentaria) se duplicó, pasando del 4.5 % de la población en 2015, al 8.9 % en el tercer trimestre de 2019.

### Gestión en materia monetaria
En su primer año de gestión 2017 el Índice de precios al consumidor (IPC) reflejó una inflación anual de 24,8%; 2018 terminó con un acumulado de 47.6% y se proyecta una medición arriba del 50% para 2019.  En diciembre de 2017 Dujovne admitía el fracaso oficial en bajar la inflación.

.  Ante los guarismos de 2018 el ministro expresó que "tenemos muy pocas herramientas para derrotar a la inflación" y que era "un mal trago".

Dujovne asumió el 10 de enero de 2017 con un dólar a $16,33 dejándolo en $60 a su salida del ministerio.

### Acuerdos internacionales
En 2018 en medio de negociaciones para abrir la economía Argentina a importaciones estadounidenses Trump impuso en marzo de ese año un gravamen adicional del 25% a las importaciones de acero y del 10% a las de aluminio argentino.

Intentó una baja de aranceles con la Unión Europea pero la Comisión Europea impuso nuevos aranceles al biodiésel argentino 48 horas después de que los principales mandatarios se fueron de Buenos Aires, como consecuencia las plantas argentinas de biodisel quedaron paralizadas. Tras ello la industria del biodiésel argentina se quedó sin mercados externos e inmediatamente dejaron de salir barcos exportadores y con una capacidad ociosa del 100% en sus plantas más importantes,  meses Donald Trump había bloqueado las compras al biodisel argentino al imponer aranceles del 72%. meses después EE.UU cerro el acceso del mercado norteamericano a los limones argentinos Para mediados de 2018, tras 20 años Europa volvió a poner aranceles al biodiésel argentino imponiendo gravámenes de entre 25 y 33%.

### Negociaciones con el FMI

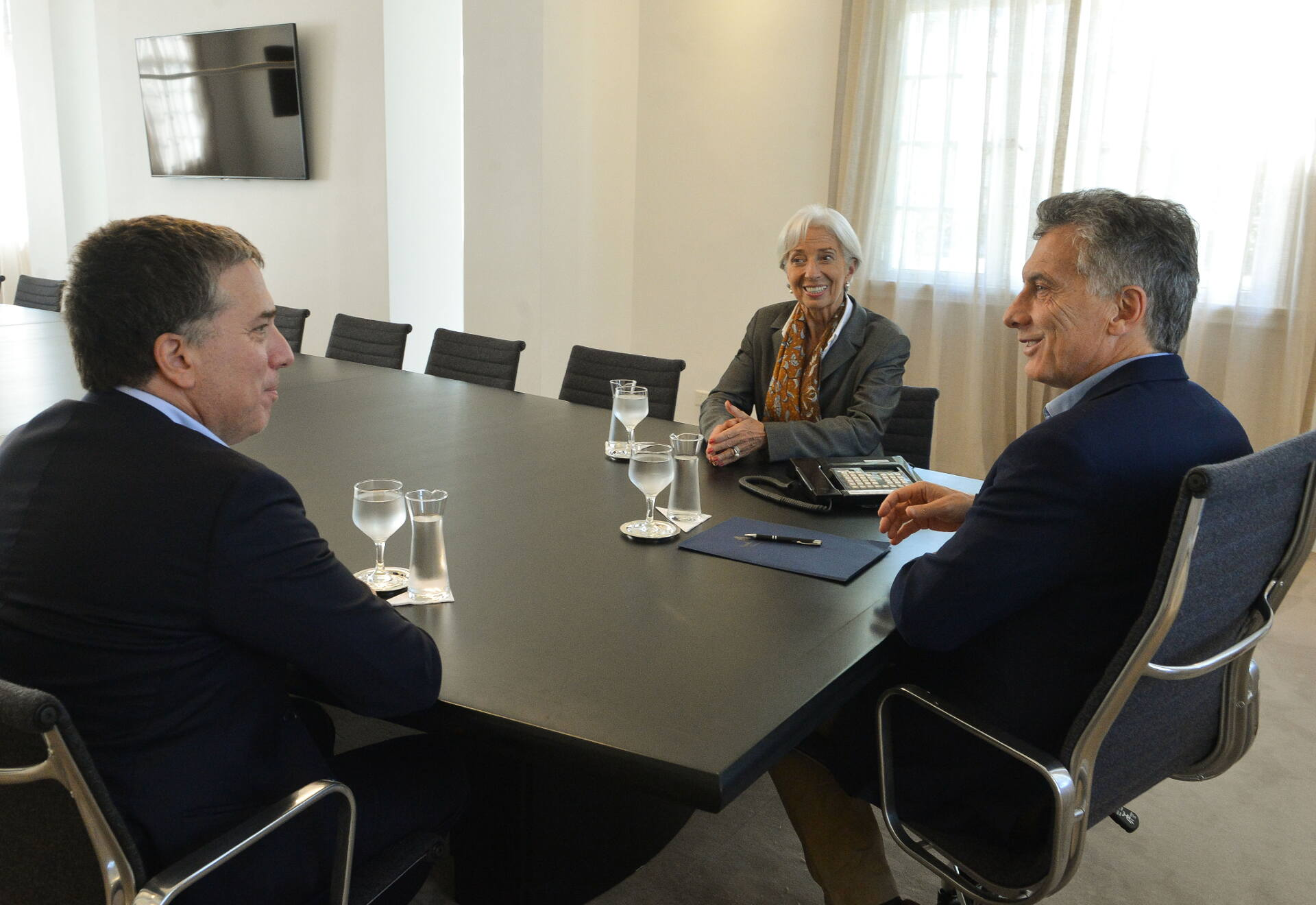
Dujovne junto con Mauricio Macri y la directora del FMI, Christine Lagarde, en marzo de 2018.

El 8 de mayo de 2018, en un mensaje emitido desde la Casa Rosada, el presidente Mauricio Macri anunció conversaciones con el Fondo Monetario Internacional (FMI) para solicitar una «línea de apoyo financiero» por 30 mil millones de dólares estadounidenses. Esto ocurrió tras varias jornadas de corrida cambiaria que llevaron a una escalada de la cotización del dólar estadounidense (que se acercó a los 24 pesos, alcanzando su máximo histórico desde la salida de la convertibilidad) y que provocó una devaluación de la moneda argentina, el derrumbe del valor del peso argentino, el aumento del riesgo país al segundo más alto del mundo y de las tasas de interés, ubicándose como las más altas del mundo. Además llevaría a una depreciación del peso argentino de 17,66 por dólar a 40. Para noviembre de ese año, el país tenía la segunda inflación más alta del mundo y una de las mayores caídas del PIB, lo que llevó a la decisión de recurrir al rescate del Fondo Monetario Internacional (FMI). En momentos en que el Gobierno prometia un plan de austeridad en el Estado, una investigación periodística puso al descubierto el uso particular que el ministro de Hacienda hacía del presupuesto público al momento de las negociaciones que incluían una cena por 5 mil dólares en Nueva York, cientos de miles de pesos en vuelos privados para reuniones de rutina que no revestían carácter de urgente, junto con su jefe de Gabinete, el exdiputado del PRO Ariel Sigal, utilizó dinero de los contribuyentes para pagar 5.000 dólares en una cena en un restaurante de lujo Estados Unidos en el marco de su viaje para solicitar un rescate al FMI, y U$S 1.400 para contratar a un chofer en su paso por Washington, siendo acusado de despilfarrar de fondos públicos.
Esa misma noche el ministro Dujovne partió a Washington D. C. con otros funcionarios del área económica para «cerrar un acuerdo stand by de alto acceso» con el Fondo, modalidad que Argentina acordó 18 veces entre 1958 y 2003. La cancelación de la deuda que previamente tenía Argentina con el Fondo fue realizada en 2006 durante el gobierno de Néstor Kirchner. Tras los anuncios de Macri, se informó que el FMI impondría condiciones como reducción del gasto y del déficit fiscal.
La medida fue fuertemente criticada por la oposición a Macri. Entre ellos, políticos del Frente para la Victoria y el Partido Justicialista solicitaron el cumplimiento del artículo 75 de la Constitución de la Nación Argentina, el cual establece en su cuarto inciso que es facultad del Congreso «contraer empréstitos sobre el crédito de la Nación», y la Ley 11.672 complementaria de presupuesto. Para fines de 2019 la actividad económica se contrajo un 14% desde mayo de 2018, alcanzando niveles mínimos históricos en la utilización de capacidad instalada, los peores desde la crisis de 2001. El rescate del FMI provocó masivas marchas en diferentes puntos del país donde, miles de personas marcharon contra del acuerdo que firmó en junio el Gobierno de Mauricio Macri con el Fondo Monetario Internacional (FMI) Tras ello organizaciones políticas, sociales y sindicales, y artistas,  cuestionaron el endeudamiento externo, los acuerdos de libre comercio, la apertura sin límite de las exportaciones; y rechazaron el aumento de tarifas de los servicios públicos, la flexibilización laboral, el “ajuste en el salario real”, la reforma al sistema de jubilaciones, los "programas de ajuste.
El 8 de junio finalmente se produjo el rescate histórico del FMI a Argentina con un monto de 50.000 millones de dólares, siendo el mayor rescate concedido por el Fondo en su historia el acuerdo se produjo después de que el presidente argentino, Mauricio Macri, anunciase este lunes un agresivo plan de recortes y ajuste fiscal El 3 de abril de 2019 a Argentina pidió un waiver -un perdón- ante el Fondo Monetario Internacional (FMI) debido a la falta de información sobre las metas fiscales tras la última auditoría que realizó el equipo técnico del organismo multilateral sobre las cuentas argentinas.

## FMIgate
El FMIgate es una investigación judicial iniciada en Argentina en marzo de 2021, sobre un presunto acto de corrupción cometido mediante el acuerdo que el entonces presidente Mauricio Macri realizó con el Fondo Monetario Internacional el 7 de junio de 2018, por el cual el organismo internacional prestó a ese país una suma de 50 000 millones de dólares (luego ampliado a 57 000 millones), el más grande en la historia de esa organización, de la cual entregó los 44 500 millones originales. El acuerdo ha sido señalado como un acto criminal, tanto por el modo en que fue tramitado sin cumplir los pasos legales, el uso que la administración de Macri dio al dinero, no contemplado en el acuerdo y prohibido por el Estatuto del FMI, y por la omisión de analizar las condiciones de sustentabilidad y repago. Fueron imputados el expresidente Mauricio Macri, el exministro de Hacienda Nicolás Dujovne y los expresidentes del Banco Central, Federico Sturzenegger, Luis Caputo y Guido Sandleris.Es indudable que no hay forma de que sean sobreseídos, por la gravedad y falta de atenuantes de esta maniobra.
Durante el gobierno de Macri, la deuda externa pasó de 63 580 millones de dólares en diciembre de 2015 (14 % del PBI) a 167 514 millones de dólares en junio de 2019 (40 % del PBI), un aumento del 163 % en términos nominales y del 185 % en relación con el PBI. Cerca de la mitad del incremento de la deuda externa (103 934 UDS) fue causado por el préstamo entregado por el FMI (44 500 USD).
La causa fue iniciada por la Oficina Anticorrupción y quedó radicada en el Juzgado Nacional en lo Criminal y Correccional Federal N.º 5, bajo el número 3561/2019 y carátula «Macri, Mauricio y otros s/ defraudación por administración fraudulenta y defraudación contra la administración pública». Las irregularidades del caso también son investigadas desde marzo de 2021, en forma independiente, por el Fondo Monetario Internacional.

## Trayectoria posterior
En 2020, Dujovne cofundó Tenac Global Fund junto a los economistas José Antonio González Anaya, ex Secretario de Hacienda de México, y Fernando Jasnis, exsubsecretario de Administración y Normalización Patrimonial de Argentina. En 2022 se sumó Pablo Guidotti, ex Secretario de Hacienda de Argentina en la década de 1990.

## Publicaciones
- Argentina's economy: Balancing growth and stability, Financial Times, 2018.
- En la búsqueda de capitales internacionales, El Inversor Energético y Minero, febrero de 2017, 11(111), p. 4. Portal CDI Argentina.
- Argentina y su spread soberano: mirando más allá de la turbulencia, Indicadores de Coyuntura, noviembre de 2007, (482), pp. 6–10. Portal CDI.
- OED review of Bank assistance for financial sector reform, Banco Mundial, febrero de 2003. Co-autoría con M. Kiguel.
- Reestructuración de la deuda pública argentina: Realidades y desafíos para la política económica, en La renegociación de la deuda externa, Academia Nacional de Ciencias Económicas, Buenos Aires, 2003, pp. 22–62. Co-autoría con P. Guidotti.
- La reestructuración de la deuda luego del default desordenado, Universidad Torcuato Di Tella, octubre de 2002. Co-autoría con P. Guidotti.
- Una regla fiscal para la Argentina: Consideraciones y propuestas, Banco Galicia y Escuela de Gobierno, Universidad Torcuato Di Tella, julio de 2002. Co-autoría con P. Guidotti.
- Crisis del sistema bancario o crisis macroeconómica?, en M. Cohen & M. Gurman (Eds.), Argentina en colapso?, Instituto Internacional para el Medio Ambiente y el Desarrollo, Buenos Aires, 2002, pp. 51–58.
- Evaluando el crecimiento en Argentina, Buenos Aires: s.n., marzo de 2001. Portal CDI.
- El sistema financiero argentino y su regulación prudencial, en FIEL (Ed.), Crecimiento y equidad en la Argentina: Bases de una política económica para la década, octubre de 2001, pp. 131–211. Co-autoría con P. Guidotti.
- Eslovenia y el proceso de acceso a la Unión Europea, Banco Mundial, junio de 2000. Co-autoría con P. Guidotti.
- El crédito en Argentina: Factores de sobrecosto, Asociación de Bancos Argentinos (ADEBA), 1997. Co-autoría con M. Vicens y R. Onofri.
- Iliquidez e insolvencia en el sistema financiero argentino, Banco Mundial, febrero de 1995. Co-autoría con M. Vicens.

## Controversias
Su programa de televisión Odisea Argentina cobró 133 mil pesos de pauta del Senado argentino mientras Dujovne era asesor. Al llegar al gobierno quedó envuelto en una polémica al asumir por haber cobrado como asesor del Senado de la Nación, mientras declaraba públicamente contra el crecimiento de la planta de empleados estatales. Además, se lo cuestionó por haber producido el programa Odisea Argentina y cobrar, al mismo tiempo, pauta de la Cámara que lo contrató estos años.
En 2014 se produciría una controversia cuando diferentes medios difundieron que el senador radical Luis Naidenoff luego de que se difundiera un documento donde el legislador formoseño pidió designar en planta permanente a Nicolás Dujovne, en Senado de la Nación desde 2012 sin cumplir tareas.
Para el momento de su designación como ministro de Hacienda, se conocieron publicaciones polémicas que Dujovne había hecho en su cuenta de Twitter. Al día siguiente del anuncio de su nombramiento, medios publicaron que, cuatro años antes, Dujovne se había burlado de una noticia que anunciaba que los niños del noroeste argentino mejoraban su rendimiento escolar gracias a las conexiones de internet del programa Conectar Igualdad, comentando en su cuenta de Twitter que «gracias al porno superan frío y olvidan hambre». Además, se dieron a conocer tuits donde se refiere al reclamo argentino de la soberanía de las Islas Malvinas como parte del «relato» del gobierno kirchnerista, refiriéndose también al archipiélago con su nombre en idioma inglés, «Falklands». En 2012 publicó un tuit sobre la aparición de la activista transgénero Diana Sacayán en el programa de televisión 6, 7, 8, en el que se refería a ella despectivamente como «trava». Semanas después volvió a publicar otro twit donde Nicolás Dujovne se refería a la referente trans como "trava" y se burlaba de su apellido, en relación con su condición de género, lo que generó una ola de críticas e hizo que Dujovne borrara de inmediato su mensaje. La Comisión de Familiares y Compañerxs de Justiciay la ONG Basta de Travesticidios repudió las declaraciones realizadas y expresó: “Exigimos que el Ministro Dujovne se retracte de sus declaraciones discriminatorias contra Diana Sacayán y pida disculpas a toda la comunidad ya que con el aval del poder político a estas expresiones se fomenta el odio, la violencia y los crímenes de odio hacia las personas LGBTI y especialmente a las personas travestis y trans”.
En marzo de 2013, publicó un tuit sobre la violencia contra las mujeres diciendo «Violencia de género es pegar con una toalla mojada». Esto fue objeto de rechazo y de malestar por parte de la opinión pública. Mientras que algunos lo vieron como una apología machista de la violencia, otros lo consideraron una provocativa banalización de un grave problema social, inadecuada en un funcionario de alto rango. A esto se sumaron otros tuits polémicos de burla a los asentamientos pobres o «villas».
En 2017 el diputado nacional Darío Martínez denunció a Dujovne y otros funcionarios por el delito de «defraudación por administración fraudulenta». En la misma fueron denunciados Marcos Peña y Luis Caputo por un bono emitido a 100 años. Finalmente se abriría una investigación judicial. La denuncia comenzó con la toma de 2750 millones de dólares de deuda a 100 años de plazo, con una tasa nominal de más del 7 %, que realizó el Gobierno nacional. Dicha presentación recibió el apoyo de varios diputados nacionales que piden que se investigue la presunta comisión de los delitos de administración fraudulenta y cohecho transnacional por haber realizado «una ruinosa operación para los intereses del Estado, el fisco y el pueblo argentino de hoy y de las futuras generaciones». La acusación será investigada por el fiscal Juan Pablo Zoni, tras recaer en el Juzgado Criminal y Correccional Federal N.º 4, a cargo de Ariel Lijo. La denuncia impulsada por Martínez explica que cuando solo haya transcurrido el 13 % del plazo, los acreedores habrán recuperado todo el capital invertido y «pasarán el 87 % del tiempo acordado recibiendo una renta perpetua que al final sumará 12 veces y media el importe originalmente invertido».
En marzo de 2019, en medio de recortes de gasto público y una recesión económica, Dujovne se auto otorgó un bono superior al millón de pesos. \
Desde su puesto como asesor en el senado del bloque PRO fue llamado el principal “promotor” de “Odisea Argentina” ya que el programa se financia a con pauta del Senado a través de Contrataciones Directas realizadas por la vicepresidente Michetti. Diferentes medios remarcaron que no conocían sus funciones, siendo uno de los tantos ingresos que se dieron con el desembarco del PRO en el Senado junto ala gran la cantidad de miembros de la Fundación SUMA que arribaron junto con Gabriela Michetti que fueron designados como asesores.

### Patrimonio y cuentas offshore
La declaración jurada de bienes de Dujovne, despertó dudas sobre una de sus empresas en el extranjero. El funcionario declaró en 2017 ante la Oficina Anticorrupción un patrimonio de 97 millones de pesos, de los cuales 74 millones están radicados en el exterior. La sociedad Florentine Global es su principal bien fuera del país, tratándose de una offshore de la ciudad de Delaware, Estados Unidos. El ministro declaró tener 20 millones invertidos en esa empresa; según los registros del Consorcio Internacional de Periodistas de Investigación (ICIJ por sus siglas en inglés), hay otra firma similar: Florentine Global Investments Limited, registrada por Mossack Fonseca, el estudio panameño del caso Panamá Papers, en otro paraíso fiscal, las Islas Vírgenes. La sociedad está activa desde 2010. En Argentina, el ministro posee un 10 % de Wonder Consultora SRL, empresa que fundó junto a su mujer, Carolina Yelatti, y que entre sus clientes tiene a importantes empresas privadas y al Gobierno porteño.
Entre los bienes declarados se encuentra la vivienda familiar, una lujosa mansión de tres plantas ubicada en el Bajo Belgrano que sin embargo declaró como un baldío ante el ente recaudador de la Ciudad de Buenos Aires. Es decir, que para el fisco porteño, el ministro vive en un descampado. Pese a que la propiedad está en uno de los barrios más exclusivos de Buenos Aires, ante el fisco declara una cotización de unos 22 mil dólares. La casa del ministro, en cambio, se mantuvo en el anonimato fiscal, lo que le permitió reducir la carga impositiva. La propiedad tributaba al fisco como baldío, siendo declarada luego de 14 años, tras hacerse pública la maniobra.

### Evasión impositiva
Dujovne ha sido acusado de evadir impuestos de su empresa extranjera Florentine Global, lo cual configura, según las leyes argentinas (Ley 24 769), evasión agravada, un delito penado con fuertes multas y prisión.